# Большие Таны
Большие Таны  — река на Среднем Урале, приток Межевой Утки. Протекает по землям муниципального образования «город Нижний Тагил» Свердловской области. Впадает в Межевую Утку справа, в 30 км от её устья.
Длина — 14 км.

## География
Река берёт начало на юго-западном склоне горы Высокая Еква и от истока течёт на юг, принимая в себя ряд мелких притоков. Впадает в Межевую Утку в черте посёлка Таны. Примерно в 0,5 км от устья реки Большие Таны, выше по течению, в Межевую Утку впадает река Малые Таны.